# Tokologo Local Municipality
Tokologo (englisch Tokologo Local Municipality) ist eine Lokalgemeinde im Distrikt Lejweleputswa, Provinz Freistaat, Südafrika. Der Verwaltungssitz befindet sich in Boshof. Kegomoditswe Gladys Mokhobo ist Bürgermeisterin.
Der Gemeindename leitet sich vom Setswana-Wort für „Freiheit“ ab und bezieht sich auf den Übergang zu einem demokratisch verfassten Südafrika mit den allgemeinen Wahlen vom 27. April 1994.

## Städte und Orte
Die Namen der dazugehörigen Townshipsiedlungen sind in Klammern angegeben.
- Boshof (Seretse, Kareehof)[3]
- Dealesville (Tshwaraganang)[3]
- Hertzogville[3]
- Kareebos
- Kareehof[3]
- Seretse[3]

## Bevölkerung
Im Jahr 2011 hatte die Gemeinde 28.986 Einwohner in 8698 Haushalten auf einer Gesamtfläche von 9325,86 km². Davon waren 84,5 % schwarz, 9,9 % weiß und 4,6 % Coloured. Die Einwohnerzahl erhöhte sich bis 2016 auf 29.149. Erstsprache war zu 55,3 % Setswana, zu 18,1 % Afrikaans, zu 10,5 % isiXhosa, zu 8,2 % Sesotho, zu 1,6 % Englisch, zu 1 % isiNdebele und zu 0,8 % isiZulu.